# Paraguelus palawanicus
Paraguelus palawanicus är en insektsart som beskrevs av Günther, K. 1939. Paraguelus palawanicus ingår i släktet Paraguelus och familjen torngräshoppor. Inga underarter finns listade i Catalogue of Life.